# Boczów (Lubusz)
Boczów [pronunciación en polaco: /ˈbɔt͡ʂuf/] (en alemán: Bottschow) es un pueblo en el distrito administrativo de Gmina Torzym, dentro del Distrito de Sulęcin, Voivodato de Lubusz, en Polonia occidental.

## Situación
Se encuentra aproximadamente 9 km al oeste de Torzym, 19 km al sudoeste de Sulęcin, 50 kilómetros al sudoeste de Gorzów Wielkopolski, y 58 km al noroeste de Zielona Góra. El pueblo tiene una población de 700 habitantes.